# Margareta Fredkulla
Margareta Fredkulla av Sverige, död sannolikt ca 1130, var en svensk prinsessa. Hon var Norges drottning som gift med Magnus Barfot och Danmarks drottning som gift med Nils Svensson. Hon var dotter till kung Inge den äldre och drottning Helena av Sverige.

## Biografi
Margareta torde vara född på 1080-talet, och hon är såvitt vi vet den första personen i Sveriges historia som burit detta namn. Hennes föräldrar, det svenska kungaparet, var djupt kristna, och alla deras döttrar fick namn efter kristna helgon. Var Margareta och hennes syskon växte upp är svårt att säga, men Vreta i Östergötland, där kung Inge lät uppföra rikets första kloster i anslutning till en stor representationsbyggnad, är en kvalificerad gissning.

### Norges drottning
Tillnamnet Fredkulla fick hon sedan hon blivit en del av en fredsöverenskommelsen 1101. Hennes far kung Inge hade legat i krig med kung Magnus Barfot av Norge, som föregivit anledningen att han som norsk kung hade anspråk på vissa svenska områden. Freden, som slöts i närheten av Kungahälla under överinseende av kung Erik Ejegod av Danmark, beseglades med att Magnus äktade Margareta, som medförde de omtvistade landområdena som hemgift.
Margaretas förste make var en inbiten krigsman och härförare, och redan ett par år efter bröllopet föll han i strid på Irland. Han efterlämnade flera barn, men inget med sin hustru, och Margareta lämnade snart Norge med sin hemgift, som därigenom gick förlorad för norrmännen. En senare norsk helgonlegend beskyller Margareta för att olovligen ha fört med sig några av S:t Olofs reliker från Norge, men det är en uppgift som inte bekräftas av andra källor och den ses därför av vissa mer som ett elakt rykte.

### Danmarks drottning
Redan 1104 eller 1105 ingick Margareta sitt nästa äktenskap. Brudgummen var den nye kungen av Danmark, Nils, som efter viss turbulens valts till kung efter sin bror Erik Ejegod. Margareta och Nils fick de första åren efter sitt giftermål de båda sönerna Inge och Magnus. Prins Inge blev i unga år ihjältrampad av en häst, medan Magnus växte upp till en mycket reslig och stark och alltigenom lovande yngling. 
Kung Nils har beskrivits som en något tillbakadragen gestalt, vilket däremot Margareta inte var. Det mesta tyder på att hon var högst inblandad i styret av riket jämte sin make. I Knut Lavards helgonlegend sägs att Danmark ska ha styrts "med kvinnohand" under kung Nils tid, och en av två kända mynttyper från kung Nils regeringstid bär både kungens och drottningens namn. Det senare är något direkt unikt för europeisk räkning vid den här tiden.
Då Margaretas far kung Inge dog något före år 1111 blev hon dessutom, såsom varandes Inges äldsta levande ättling, den som förvaltade kung Inges alla privata egendomar, vilka torde ha varit omfattande. Enligt den vid 1100-talets slut verksamme Saxo Grammaticus såg Margareta till att skifta arvet med Inges övriga ättlingar. Yngsta systern Katarina, systerdottern Ingeborg och brorsdottern Ingrid försågs alla med goda portioner ur faderns arv, och dessa unga fröknar användes också av Margareta för att knyta vissa av de viktigaste personerna i Danmark till kung Nils hov. Ingeborg vigdes samman med Knut Lavard, kung Nils brorson och jarl i Slesvig, Ingrid med Henrik Skatelår, också han brorson till kungen, och Katarina kom att sammanvigas med Björn Järnsida, son till Knut Lavards äldre halvbror Harald Kesja, som dessförinnan hade gift sig med Margaretas tidigare styvdotter Ragnhild.
Liksom sina föräldrar verkar Margareta ha gynnat kristendomen. Hon ska bland annat ha gett frikostiga gåvor till S:t Etienne-klostret i staden Caen i Normandie. I ett brev från Theobald av Étampes från 1117 blir hon tackad för detta, och Theobald erbjuder sig dessutom sina tjänster och frågar om möjligheten att komma till drottningens hov i Danmark. Theobald kom istället att hamna i Oxford i England, men brevet tyder ändå på att han och Margareta stod i förbindelse med varandra. Theobald utmärkte sig som en av de viktigaste intellektuella motståndarna till kravet på celibat inom kyrkan vid den här tiden, något som återspeglas också i det danska kungaparets politik. När oroligheter utbröt på Själland 1123 som följd av att bönderna våldsamt krävde att prästerna skulle följa kravet på celibat, uppträdde Nils och Margareta till prästernas försvar.
Någon gång under 1120-talet dog Margaretas kusin Inge den yngre, som fram till dess hade regerat i Sverige. Källäget för förhållandena i Sverige vid den här tiden är förvirrat, men Margaretas son Magnus ska enligt flera källor ha lanserats som ny kung i Sverige. Han hade dock problem med att bli erkänd i alla delar av landet. I Svealand utsågs istället en Ragnvald till kung, och i västgötalagens kungalängd finns inte Magnus omnämnd. Som Magnus bas i Sverige fungerade sannolikt hans mors arvegods, vilket måhända huvudsakligen var beläget i Östergötland. Åtminstone vid pass 1130 bör han i alla fall också ha kontrollerat Mälardalen, eftersom han antas ha haft ett finger med i spelet vid tillsättandet av den honom trogne biskop Henrik i Sigtuna detta år.
Sonens ambitioner att på sikt överta kronorna i såväl Sverige som Danmark delades förmodligen också av Margareta, men vållade samtidigt mycket bekymmer. I söder blev Knut Lavard allt mäktigare, och då han 1129 till och med blev utsedd till kung av obotriterna och började uppträda som kung Nils like, ökade spänningen. Margareta ska inledningsvis ha blivit rasande på Knut för dennes uppträdande, och enligt Roskildekrönikan har hon mer eller mindre inspirerat sin son till mordet på Knut. Enligt en annan källa ska hon och Knut dock ha försonats, och på Margaretas dödsbädd ska hon fått Knuts löfte på att han skulle se till rikets bästa och aldrig stämpla emot Magnus.
Margareta avled av vattusot, sannolikt under år 1130. Även om hennes sons ambitioner kom att gå i stöpet, låg de av henne formade äktenskapsallianserna till grund för de tronanspråk som ställdes på Sveriges tron av både Magnus Henriksen och den blivande Eriksätten.